# بلدة هايلاند (مقاطعة أوكلاند)
هايلاند، مقاطعة أوكلاند (بالإنجليزية: Highland Township, Oakland County, Michigan)‏ هي بلدة تقع بولاية ميشيغان في الولايات المتحدة. تبلغ مساحتها 92.8 (كم²)، وترتفع عن سطح البحر 313 م، بلغ عدد سكانها 19202 نسمة في عام تعداد الولايات المتحدة 2010 حسب إحصاء مكتب تعداد الولايات المتحدة .

## أعلام
- داني ديفيس

## وصلات خارجية
- - The US50 - Cities and Towns in Michigan State
- Michigan Cities and Towns, Facts, Map, Flag, Colleges, Government, and More